# فرقة إنقاذ

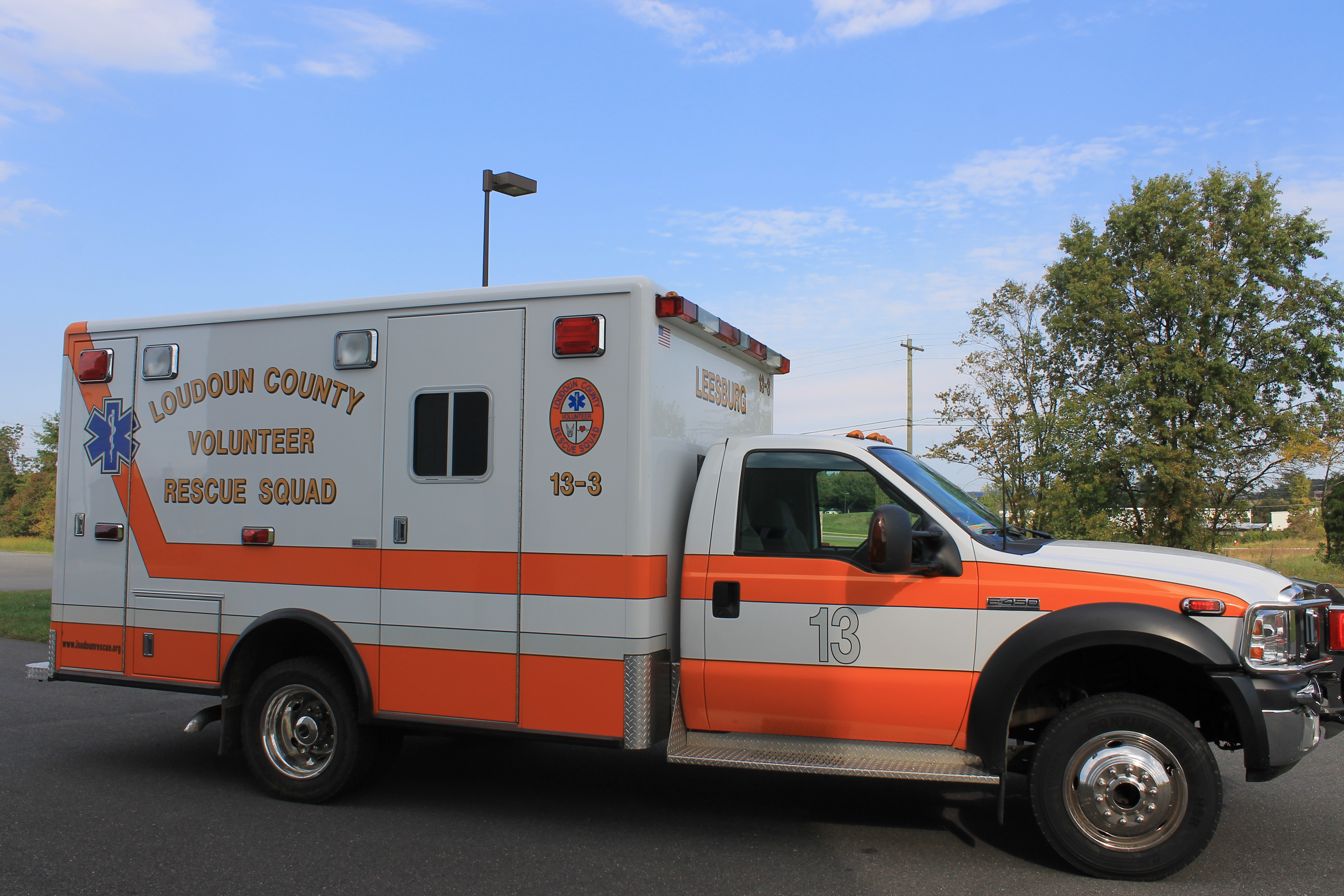
فرقة إنقاذ مقاطعة لودون (سيارة إسعاف)

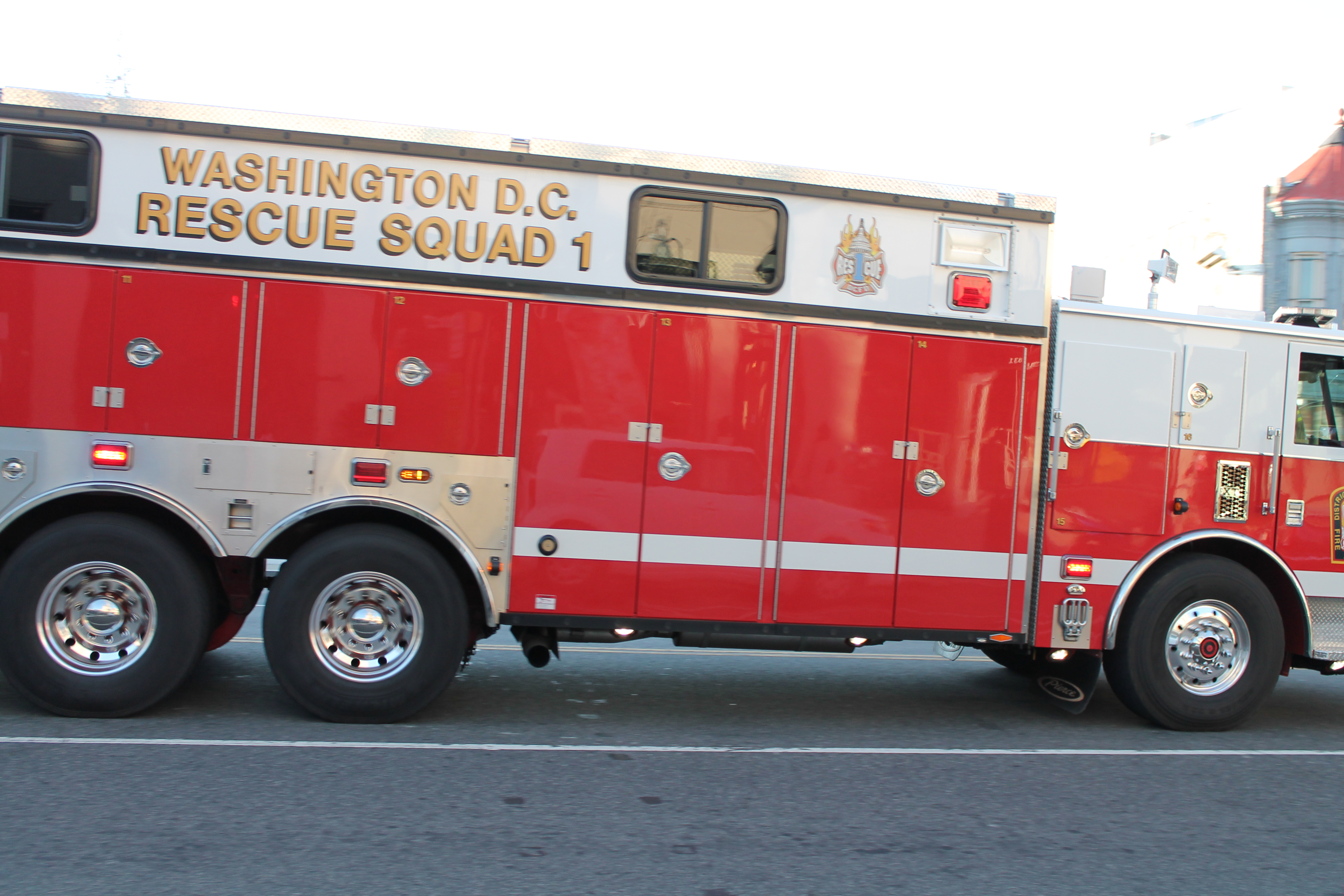
فرقة الإنقاذ في واشنطن العاصمة

فرقة إنقاذ (بالإنجليزية: Rescue squad)‏ هو مصطلح يستخدم في الولايات المتحدة للإشارة إلى وحدات الطوارئ التي تقدم خدمات طبية طارئة وقد تؤدي عمليات الإنقاذ الفني وعمليات مكافحة الحرائق.
توفر فرق الإنقاذ دعم الحياة الأساسي أو دعم الحياة المتقدم لمرضى المصابين والمتطلبين إجراء طبي، وعادة ما تعمل من سيارات الإسعاف أو سيارات الطيران أو الطائرات. قد توفر أيضًا الإنقاذ الفني، وتعمل من مركبات الإنقاذ الخفيفة والثقيلة أو قوارب الإنقاذ. قد يتم دمج فرق الإنقاذ في أقسام الإطفاء أو قد تشكل منظمات قائمة بذاتها؛ قد يقوم الأشخاص داخل خدمة الإطفاء أيضًا بعمليات مكافحة الحرائق.
يمتلك موظفو هذه الوكالات عدد من المؤهلات، تتضمن مُستجيب الطوارئ الأول وفني الطوارئ الطبية (أي المسعفين) وشهادات رجال الإطفاء. ينقذون الناس من مجموعة متنوعة من المواقف، بما في ذلك التصادمات المرورية وحرائق الهياكل وحوادث المواد الخطرة والمساحات المحصورة وانهيارات الخنادق والانهيارات الهيكلية ومخاطر المياه.

## أساسيات مهمة الإنقاذ
هناك العديد من أساسيات مهام الإنقاذ أهمها:
- الإلمام بنوعية فرق الإنقاذ المتخصصة في منطقة ما، والذي يكون عادةً من واجبات مركز البث الإذاعي.
- أن يكون ضابط الإسعاف مُلم بالإجراءات الأساسية (النظرية والعملية) بمختلف أنواع الإنقاذ.
- يجب أن تُجهز سيارة الإسعاف بكل الأدوات الخاصة اللازمة بهذا النوع من الأعمال.
- يجب أن تكون فرقة الإنقاذ مدربة على استعمالها بمهارة في كل المواقف، لتستطيع بواسطتها إنقاذ المصابين.

## تصنيف الإنقاذ
هناك العديد من أنواع الإنقاذ، أهمها:
- الإنقاذ الأولي: هو الإنقاذ الأسهل، ولا يحتاج عادة إلا إلى أدوات قليلة جداً وبسيطة.
- الإنقاذ الخفيف: يأتي بالدرجة الثانية من حيث الصعوبة بعد الإنقاذ الأولي، ويبدأ بحالات مثل نقل المصابين في الأدوار العليا على السلالم والحبال، أو من الطوابق السفلى، بواسطة السحب والتمرير
- الإنقاذ المتوسط: يفوق الإنقاذ الخفيف في الصعوبة، ويستعمل عُمّال الإنقاذ فيه أدوات الاقتحام كالمناشير والقضبان والرافعات، التي توجد عادة في سيارات الإنقاذ التابعة للدوائر المتخصصة كدائرة مكافحة الحرائق. من مضمون الإنقاذ المتوسط استعمال الحبال والرافعات الميكانيكية ذات الساقين، أو ذات الثلاثة مناصب، لإنقاذ المصاب. ومن مضمون هذا النوع من الإنقاذ أيضاً، سحب الأشخاص من الطوابق العليا في بناء ما.
- الإنقاذ المتقدم: يحتوي هذا النوع على أعمال أكثر تعقيداً كالهدم والعناية بالمصاب تحت ظروف صعبة كهدم الجدران. وكافة أنواع الإنقاذ كتخليص المصابين من بناء تهدم على من فيه. وتكون عملية الإنقاذ التي يقوم بها رجال الإطفاء عادة من نوع الإنقاذ المتقدم، ودائرة الإطفاء عادة هي أولى الدوائر التي تبلغ عن مثل هذه الحوادث الطارئة. مع أن رجال الإطفاء لا يكونون مدربين خصيصاً لكل هذه الحالات فإنهم يبدعون بابتكار وسائل كثيراً ما تعطي نتائج حسنة جداً.